# Mexcala macilenta
Mexcala macilenta är en spindelart som beskrevs av Wesolowska, Russel-Smith 2000. Mexcala macilenta ingår i släktet Mexcala och familjen hoppspindlar. Inga underarter finns listade i Catalogue of Life.